# ロベルト・プンチェツ
ロベルト・プンチェツ（Roberto Punčec、1991年10月27日 - ）は、クロアチア出身のサッカー選手。ポジションはDF。

## クラブ経歴
地元クラブであるNKヴァルテクス・ヴァラジュディンのアカデミー出身。2008年11月2日、HNKハイドゥク・スプリト戦でトップチームデビュー。プロデビューから最初の2シーズン合計でリーグ戦27試合に出場した。
クラブの給料未払いをめぐってクロアチアサッカー連盟に仲裁を申し立てた後、クラブとの契約を解消し、2011年8月31日にマッカビ・テルアビブFCと2年間の契約を結んだ。
2012年7月、1.FCウニオン・ベルリンに買取オプション付きのシーズンレンタルで加入。シーズン終了後、買取オプションが行使され1.FCウニオン・ベルリンに完全移籍した。 
2017年6月、HNKリエカにフリーで加入、3年契約を結んだ。
2019年12月4日、メジャーリーグサッカーのスポルティング・カンザスシティに移籍することが発表された。

## 代表歴
各年代でクロアチア代表に選出されている。2011年夏にはコロンビアで開催された2011 FIFA U-20ワールドカップに参加、全3試合に出場した。

## タイトル

### クラブ
HNKリエカ
- フルヴァツキ・ノゴメトニ・クプ: 2019[7]